# Rodrigo Possebon
Rodrigo Pereira Possebon (ur. 13 lutego 1989 w Sapucaia do Sul, Rio Grande do Sul) – włoski piłkarz brazylijskiego pochodzenia występujący na pozycji pomocnika. Młodzieżowy reprezentant Włoch.

## Kariera klubowa
Possebon rozpoczął karierę piłkarską w Internationalu, następnie został zauważony przez brazylijskiego skauta Manchester United, Johna Calverta-Toulmina, który zarekomendował też braci Rafaela i Fábio. W styczniu 2008 podpisał kontrakt z angielskim klubem i otrzymał w nim numer 34, noszony wcześniej przez Ryana Shawcrossa. W Manchesterze zadebiutował 17 sierpnia 2008, zmieniając Ryana Giggsa podczas drugiej połowy meczu z Newcastle United. Jego karierę wstrzymała kontuzja, którą odniósł 22 września podczas pucharowego meczu z Middlesbrough, kiedy to został sfaulowany przez Emmanuela Pogatetza. Na początku lipca 2009 Possebon został na rok wypożyczony do SC Bragi.

## Sukcesy
Manchester United
- Tarcza Wspólnoty: 2008